# سانابا
سانابا شهری در شهرستان سانابا در استان بانوا در بورکینافاسوی غربی است و جمعیت آن ۶,۴۰۲ نفر است.